# Гриберт, Хьюго
Хьюго Гриберт (англ. Hugo Griebert; 1867—1924) — филателистический дилер и филателист, который специализировался по коллекционированию почтовых марок Испании и который удостоился чести быть включённым в Список выдающихся филателистов в 1921 году.
Он был награждён медалью Кроуфорда Королевским филателистическим обществом Лондона за работу «Почтовые марки Испании 1850—1854 гг.» (англ. «The stamps of Spain 1850—1854»).

## Труды
- Griebert H. The stamps of Spain 1850—1854. — London: Hugo Griebert, 1920. (Почтовые марки Испании 1850—1854 гг.)
- Griebert H. A study of the stamps of Uruguay. — London: Hugo Griebert, 1910. (Исследование почтовых марок Уругвая.)